# Heimsbrunn
Heimsbrunn je občina v departmaju Haut-Rhin francoske regije Alzacija.
Leta 1990 je v občini živelo 1 098 oseb oz. 104 oseb/km².